# Malhação (16ª temporada)
A décima sexta temporada da série de televisão brasileira Malhação, popularmente chamada de Malhação 2009, foi produzida e exibida pela TV Globo entre 12 de janeiro e 6 de novembro de 2009, em 214 capítulos.
Escrita por Patrícia Moretzsohn e Glória Barreto, com colaboração de Alessandra Poggi, Chico Soares, Cláudio Lisboa e Ricardo Tiezzi, teve consultoria de texto de Charles Peixoto. A direção foi de Luiz Antônio Pilar e Paola Pol Balloussier, com direção geral de Marcos Paulo.
Conta com Bianca Bin, Humberto Carrão, Micael Borges, Amanda Richter, Milena Toscano, Daniel Dalcin, Jéssika Alves e Mariana Rios nos papéis centrais.

## Enredo
Os veteranos do Colégio Múltipla Escolha decidem passar suas férias em Canoa Quebrada, para se divertirem no Beach Stage Festival e lembrarem dos bons momentos que passaram no colégio, o qual foi a falência. Yasmin (Mariana Rios) é uma das atrações do festival de música, no litoral do Ceará. Domingas (Carolinie Figueiredo) vai ao local credenciada para a cobertura do evento, como estagiária do site do programa Tudo Teen. Com elas também desembarcam na cidade Fernandinho (Johnny Massaro), Bruno (Caio Castro) e Felipa (Sophia Abrahão). Lá os estudantes vão conhecer Marina (Bianca Bin), uma moradora do Ceará apaixonada por seu melhor amigo, Luciano (Micael Borges). Ela é correspondida, mas nenhum dos dois consegue se declarar. Neste desencontro, surgirão o músico Alex, a ambiciosa Veridiana (Amanda Richter) e a excêntrica e romântica Norma Jean (Jéssika Alves), transformando a história em um pentágono amoroso cheio de confusões. Enquanto isso, no Colégio Múltipla Escolha, Maria das Montanhas (Eliane Costa) passa pelo maior perrengue, tentando ao menos pagar as menores dívidas do colégio, e para isso aluga o auditório da instituição para a companhia de balé de Paula (Lisa Favero) se apresentar. Ainda no colégio, Paula revê Peralta (Jonatas Faro), um antigo amor. Quem não gosta nada dessa história é Caio (Humberto Carrão), o namorado da moça, que, para não ter que se afastar de Paula, sabota o concurso, o que faz a bailarina quebrar a perna. Peralta então jura a ex-dançarina provar que o culpado pela sabotagem é Caio, e com isso a jovem termina com o pilantra, que fica irado, e se declara para Peralta.
Marina é uma garota carismática, descendente de família nobre - os Monteiro Miranda - que ajuda a mãe Iracema (Cláudia Mauro) a cuidar dos irmãos Rejane (Nêmora Cavalheiro) e Rudá (Luigi Mateus) desde que seu pai João (Guilherme Weber) desapareceu em meio a Floresta Amazônica, no fim de 2008. Luciano é um jovem barqueiro, que trabalha com turismo em Canoa Quebrada para ajudar ao pai Tomé (Beto Quirino) nas despesas de casa. Alex é um jovem músico, vocalista da Banda Auto Sustentável, criada por ele e alguns amigos em 2007, que veio para o Ceará participar do Beach Stage Festival, um festival de música. Esses três jovens, apesar de origens e personalidades diferentes, têm um sonho em comum: alcançar um lugar ao sol.
Porém sonhos nem sempre se tornam realidade, e muita coisa vai mudar em suas vidas. Na história, Marina é completamente apaixonada por Luciano, seu amigo de infância, e é correspondida, mas nenhum dos dois consegue se declarar. Neste desencontro, surge Alex, que se apaixona perdidamente por Marina, mas não existe amor por parte da jovem. Alex, porém, com influência de seus novos amigos, Domingas, Fernandinho e Bruno, os veteranos do Colégio Múltipla Escolha, decide lutar pelo amor de Marina, mas é em vão.
Para complicar ainda mais essa história de amor, surgem Veridiana, uma garota que não vê limites para conseguir o que quer, e Norma Jean, uma excêntrica menina que é apaixonada por Alex desde sua infância, porém vê nesse amor vários obstáculos, e o principal deles é sua família, visando que Alex é seu "irmão adotivo".
Veridiana, em suas férias em Canoa Quebrada, se apaixona loucamente por Luciano e faz de tudo para afastar Marina, por quem o "caiçara" é realmente apaixonado. Ao saber que Marina precisa de dinheiro para pagar a viagem da mãe para a Amazônia, Veridiana faz uma suposta encomenda de 500 toalhinhas para a jovem, que é bordadeira.
Marina não mede esforços para conseguir o dinheiro e aceita a encomenda, mas Veridiana diz que quer o trabalho pronto até o fim do festival. Marina, então, não perde tempo e começa a trabalhar.
Enquanto isso, Veridiana utiliza de seus dotes de sedução para conseguir a atenção de Luciano, porém seu esforço é em vão, já que o barqueiro só pensa em ajudar a amada, e para isso pede auxílio de todos os moradores de Canoa Quebrada para ajudar Marina a bordar as toalhinhas. Veridiana, porém, promete vingança, e para isso conta com a ajuda de Norma Jean.
Marina, graças a ajuda de seus amigos, consegue terminar o trabalho. Mas Veridiana não tinha a intenção de pagar pelas toalhinhas, e, como não tem o dinheiro, sabota o trabalho da bordadeira, destruindo todas as peças criadas por ela.
No dia seguinte, na hora da entrega das toalhinhas, Marina percebe que todas foram destruídas e Veridiana faz de tudo para não pensarem que foi ela e sua amiga Norma Jean. Veridiana então diz que não pode pagar por um trabalho que não está devidamente pronto. Marina chora pelos cantos, pensando que perdeu a chance de encontrar seu pai.
Marina entrega à mãe o dinheiro para sua viagem a Amazônia em busca de seu pai, e ela a avisa que, como a jovem é menor de idade e não pode cuidar dos irmãos, além de ter que concluir os estudos, terá que mudar-se para o Rio de Janeiro e viver com sua avó Dona Olga (Rosaly Papadopol) e seus tios Osvaldo (Pablo Padilla) e Juliana (Georgiana Góes). Marina se entristece, pois com a mudança ficará longe de Luciano, mas, como não há nada a fazer, aceita seu destino.
Em sua jornada rumo ao Rio se desencontra de sua tia e acaba chegando primeiro a casa de sua avó. Quando a notícia de que terá que conviver com os netos chega aos ouvidos de Dona Olga, a milionária fica enfurecida, e toda essa fúria porque Marina, Rejane e Rudá nasceram de um amor que ela proibiu, de seu filho João com Iracema, a filha da empregada, na época. Osvaldo também é outro que não gosta da ideia de conviver com seus sobrinhos.
Mas com a chegada de Marina, o coração de pedra de Dona Olga se derrete e ela verá novamente a felicidade, que há muito tempo não bate a sua porta.
Ao chegar ao colégio, Juliana se depara com uma grande bagunça: salas, auditório e quadra alugadas para eventos, dívidas imensas, pichações, lixo espalhado pelo chão… Tudo isso porque, desde que o colégio faliu e os funcionários se retiraram, Montanhas fez de tudo para mantê-lo, pois, como ela disse, foi lá que viveu os melhores momentos de sua vida, mas, como não tem senso de administração, acabou criando o caos.
A primeira meta de Juliana é contratar novos funcionários. Como inspetora do colégio continua Montanhas, que a partir de agora terá que se habituar a conviver com a fuga de alunos para o shopping que será construído ao lado. Além de Montanhas, Juliana convida alguns amigos para lecionarem no colégio, dentre eles Suzana (Esther Dias), a nova professora de música que será cobiçada pelos alunos por causa de sua beleza e pouca idade, Kátia (Antônia Fontenelle), a professora de dança, e Rodrigo (Guga Coelho), o professor de sociologia, filosofia e história que nutrirá uma paixão pela nova dona, diretora e professora de português do colégio.

## Elenco
| Intérprete            | Personagem                                         |
| --------------------- | -------------------------------------------------- |
| Bianca Bin            | Marina Vidal Monteiro Miranda / Penélope Valentina |
| Humberto Carrão       | Caio Lemgruber                                     |
| Micael Borges         | Luciano Ribeiro                                    |
| Amanda Richter        | Veridiana Cavalera                                 |
| Daniel Dalcin         | Alex Bacelar                                       |
| Jéssika Alves         | Norma Jean Valadares                               |
| Mariana Rios          | Yasmin Fontes                                      |
| Jonatas Faro          | Waldemar Peralta (Peralta)                         |
| Caio Castro           | Bruno Oliveira                                     |
| Carolinie Figueiredo  | Domingas Gentil                                    |
| Milena Toscano        | Paloma Limeira                                     |
| Johnny Massaro        | Fernando Chalfon (Fernandinho)                     |
| Sophia Abrahão        | Felipa Gentil                                      |
| Helder Agostini       | Marcelo Rodrigues                                  |
| Lua Blanco            | Julia Ribeiro (Joe)                                |
| Lisa Fávero           | Paula Paes (Paulinha)                              |
| Bernardo Castro Alves | Diego dos Santos                                   |
| Nêmora Cavalheiro     | Rejane Vidal Monteiro Miranda                      |
| Peter Mark Guimarães  | Bogumil Smith (Gringo)                             |
| Georgiana Góes        | Juliana Monteiro Miranda                           |
| Pablo Padilha         | Osvaldo Monteiro Miranda                           |
| Guilherme Weber       | João Monteiro Miranda                              |
| Cláudia Mauro         | Iracema Vidal Monteiro Miranda                     |
| Maurício Mattar       | Guilherme Cavalera                                 |
| Helena Fernandes      | Úrsula Lemgruber                                   |
| Louise Cardoso        | Filomena Fontes (Filó)                             |
| Paulo César Grande    | Adamastor Peralta                                  |
| Henrique Taipas       | Godofredo Leitão (Gordofredo)                      |
| Rael Barja            | Caju                                               |
| Eliane Costa          | Maria das Montanhas                                |
| Gustavo Rodrigues     | Mauro Bacelar                                      |
| Antônia Fontenelle    | Kátia Valadares Bacelar (Cat)                      |
| Alice Borges          | Cecília dos Santos                                 |
| Guga Coelho           | Prof. Rodrigo Veiga                                |
| Esther Dias           | Profª. Suzana Menezes                              |
| Karla Nogueira        | Aurélia                                            |
| Evelyn Oliveira       | Joana                                              |
| Luigi Matheus         | Rudson Vidal Monteiro Miranda (Rudá)               |
| Maria Clara David     | Letícia Menezes                                    |
| Beto Quirino          | Tomé Ribeiro                                       |

### Participações especiais
| Ator                 | Personagem                  |
| -------------------- | --------------------------- |
| Paulo Vilhena        | Arthur Montenegro           |
| Rosaly Papadopol     | Olga Monteiro Miranda       |
| Dedina Bernardelli   | Marília Oliveira            |
| Renato Borghi        | Dr. Lemgrúber               |
| Simone Soares        | Victória Veronese (Vick)    |
| Beto Quirino         | Tomé Ribeiro                |
| Dayse Braga          | Bia Brum                    |
| Marcelo Laham        | Plínio Souza                |
| Mouhamed Harfouch    | Fechado Souza               |
| Carol Garcia         | Heleninha                   |
| Carlo Porto          | Adônis                      |
| Prazeres Barbosa     | Dona Lurdes                 |
| Clara Tiezzi         | Amiga de Leticia            |
| Elaine Babo          | Laurinha                    |
| Luciano Huck         | ele mesmo                   |
| Josie Pessoa         | Cris                        |
| Gillray Coutinho     | Victor                      |
| Armando Babaioff     | Marcos Resende              |
| Simone Gutierrez     | Maria João Gentil           |
| Manuela Duarte       | Flavinha                    |
| Italo Guerra         | Tom                         |
| Germano Campos       | Edu                         |
| André Dale           | Chico                       |
| Louise Peres         | Enfermeira da Dona Olga     |
| Cláudia Leitte       | Ela mesma                   |
| Paulo Ascenção       | Homem imitado por Marcelo   |
| Hugo Carvana         | Inspetor Ubiracy Cansado    |
| Erik Marmo           | Ricardo Gianini             |
| Jorge Fernando       | Paulo Mattos                |
| Antônio Pedro Borges | Valério Pimenta             |
| Fábio Keldani        | Alan                        |
| Gustavo Ottoni       | Advogado                    |
| Cirillo Luna         | Fernando Almeida ( Átila)   |
| Jorge Medina         | Mestre Araçá                |
| Guilherme Piva       | Guaraná                     |
| Zé Victor Castiel    | Trabuco                     |
| Rogério França       | Policial                    |
| Ragi Abib            | Comprador da Academia       |
| Roberto Maya         | Dr. Rubem                   |
| Jorge Junqueira      | Mauro Moreira               |
| Samir Murad          | Chefe dos sequestradores    |
| Eduardo Dascar       | sequestrador de Iracema     |
| Cristiane Machado    | vizinha de Yasmin e Peralta |
| Dan Marins           | Muchiba                     |
| Felipe Roque         | Renato Foquinha (Renatão)   |
| Cinara Leal          | Maria                       |
| Ana Maria Braga      | ela mesma                   |
| Tom Veiga            | Louro José                  |

## Produção

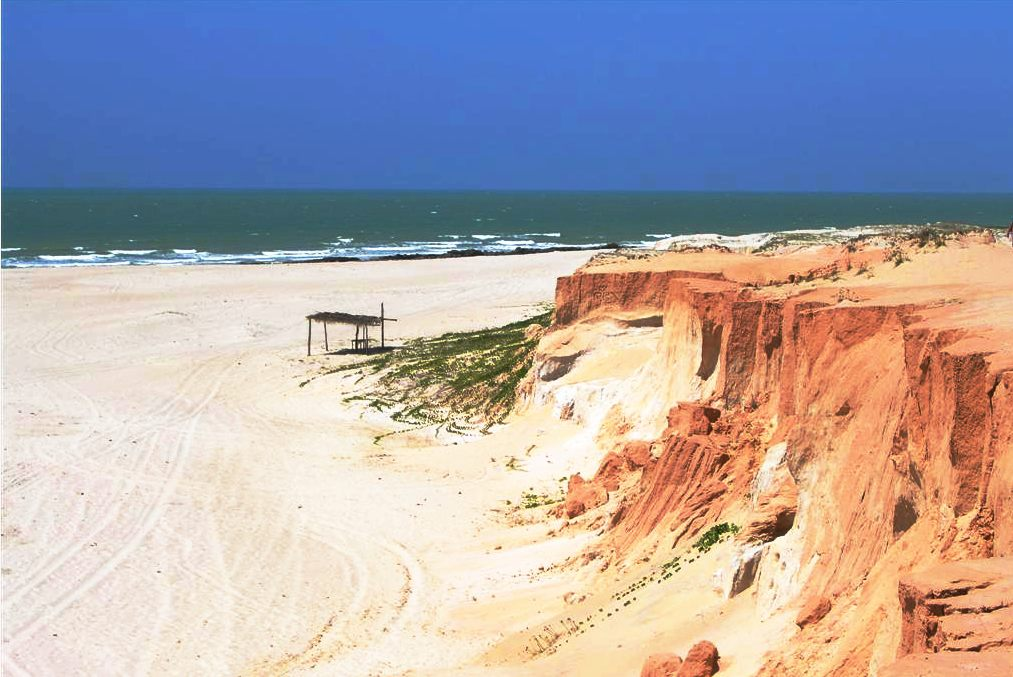
Praia de Canoa Quebrada, onde foram gravadas as primeiras cenas da nova fase.

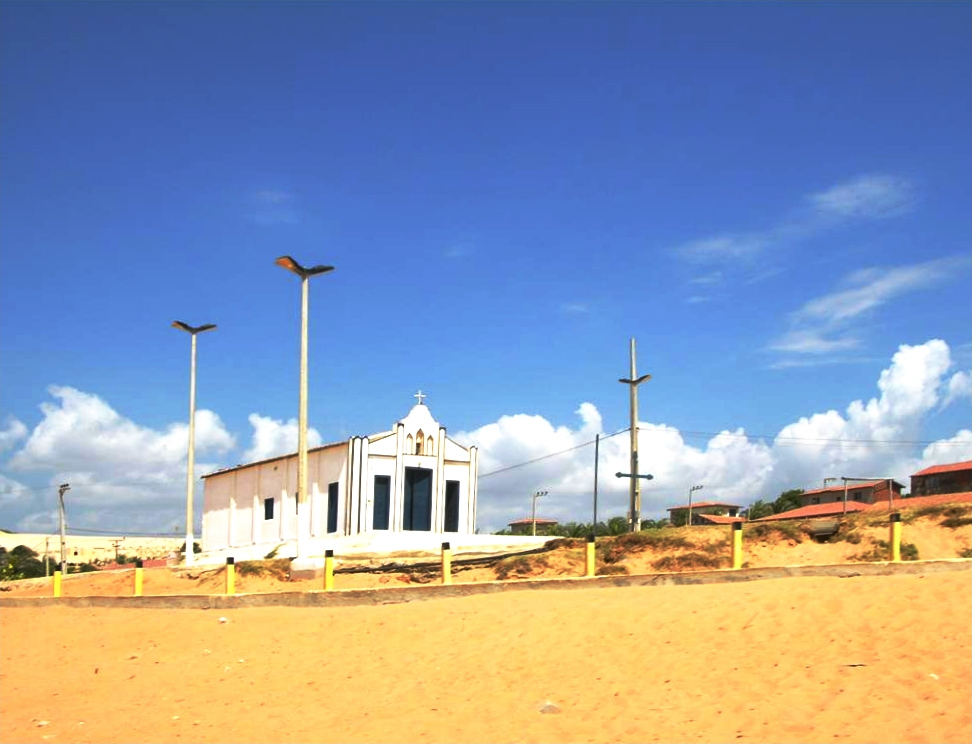
Capela da praia de Canoa Quebrada, um dos principais cenários.

Em dezembro, cerca de cem pessoas, entre elenco e produção, passaram 20 dias no Ceará na cidade de Canoa Quebrada, gravando a sequência que dará início à nova temporada.
Após a reforma ocorrida na temporada 2007 e a fusão ocorrida na temporada 2008, o Colégio Múltipla Escolha passou novamente por reformulações. Primeiramente, o colégio não será mais do professor Paulo Pasqualete (vivido em temporadas anteriores por Nuno Leal Maia) nem dos empresários Félix Rios (vivido na temporada de 2008 por Licurgo Spínola), que foi preso, e Diva Junqueira (vivida no começo da temporada 2008 por Ângela Vieira), a qual desistiu da fusão com o Ernesto Ribeiro. O colégio será vendido para Olga Miranda (Rosaly Papadopol) e seu filho Osvaldo decidiu construir um shopping no mesmo terreno e o Colégio passou a funcionar como um anexo do mesmo.
Foram convidadas para as primeiras cenas da nova temporada as bandas Calcinha Preta (única banda de forró a atuar na história do programa), Enverso., NX Zero, Fresno que já atuaram em temporadas anteriores retornam a atuar na série.
A temporada começou oficialmente no dia 12 de Janeiro, porém, uma introdução dos personagens principais foi feita nas últimas cenas do dia 9 de janeiro, último capítulo da temporada anterior, com as cenas já gravadas em Canoa Quebrada (Ceará).
Foi a 15ª maior temporada - em questão de capítulos - produzida pela TV Globo.
Mudanças dos intérpretes
Cássia Kiss chegou a ser escalada para viver a protagonista  Olga,mas acabou sendo transferida para o remake de Paraíso, a pedido de  Benedito Ruy Barbosa, onde viveu a beata Mariana. A atriz foi substituída por Rosaly Papadopol. Durante a pré-produção um outro nome cogitado para o personagem foi o de Aracy Balabanian que também foi descartado .
Da temporada anterior, os atores Carolinie Figueiredo (Domingas Gentil), Mariana Rios (Yasmin Fontes), Jonatas Faro (Peralta), Caio Castro (Bruno), Karla Nogueira (Aurélia), Johnny Massaro (Fernandinho), Evelyn Oliveira (Joana), Rael Barja (Caju), Sophia Abrahão (Felipa), Antônio Pedro Borges (Capitão Valério), Eliane Costa (Montanhas), Lisa Fávero (Paula Paes) e Henrique Taipas (Godofredo) continuaram nesta temporada de Malhação. Quatro atores que atuaram em temporadas anteriores retornaram a trama:: Humberto Carrão (Caio Lemgruber), Paulo César Grande (Adamastor Peralta), Guga Coelho (Rodrigo) e Helder Agostini (Marcelo).

## Audiência
O primeiro capítulo da nova temporada de Malhação marcou 21 pontos. O capítulo foi quase totalmente gravado em Canoa Quebrada. Malhação conseguiu os mesmos índices da novela Negócio da China e do último capítulo da temporada anterior. Já o segundo capítulo marcou uma queda de um ponto, fechando com 20 pontos.
A maior audiência da temporada foi registrada no capítulo do dia 23 de julho, onde a trama marcou média de 27 pontos. A menor audiência foi de 15 pontos, com 19 de pico, em 27 de fevereiro de 2009.
Seu último capítulo marcou apenas 19 pontos de média de pico de 22. de 2009. A temporada teve média geral de 21 pontos, inferior a temporada 2008, que fechou com média de 22 pontos.

## Exibição
Foi reexibida na íntegra pelo canal Viva de 4 de maio de 2021 a 25 de fevereiro de 2022, substituindo a reprise da 15.ª temporada e sendo substituída por Malhação ID, às 16h15 com reprise às 02h30 e 12h do dia seguinte e maratona com todos os capítulos da semana aos sábados a partir das 7h15.
Foi exibida pela Globo Portugal de março à 26 de novembro de 2021 substituindo Malhação 2008 e sendo substituída por Malhação ID.

### Outras Mídias
Em 11 de abril de 2022, foi disponibilizada na íntegra pelo Globoplay, como parte do Projeto Resgate.

## Trilha sonora

### Malhação - Nacional 2009
Malhação - Nacional 2009 é o primeiro e único álbum da trilha sonora da 16.ª temporada da série de televisão brasileira Malhação, lançado em CD pela Som Livre em 2009.

#### .Lista de faixas
| N.º | Título                        | Compositor(es)                                                                     | Artista(s)                     | Duração |  |
| 1.  | "Bem ou Mal"                  | Di Ferrero Leandro Rocha Túlio Dek                                                 | NX Zero com part. de Túlio Dek |         |  |
| 2.  | "Saúde" / "Só Love"           | / Buchecha                                                                         | Paula Toller                   |         |  |
| 3.  | "Tudo Certo"                  | Gabriel O Pensador André Gomes                                                     | Gabriel O Pensador             |         |  |
| 4.  | "No Veneno"                   | Marcelo Mancini André Maini Fábio Perez Rodrigo Maciel Cadu                        | Strike                         |         |  |
| 5.  | "Noites de Um Verão Qualquer" | Samuel Rosa César Maurício                                                         | Skank                          |         |  |
| 6.  | "Chicletinho"                 | Marcela Jardim                                                                     | Dolls                          |         |  |
| 7.  | "Desde Quando Você Se Foi"    | Lucas Silveira                                                                     | Fresno                         |         |  |
| 8.  | "Podia Ser"                   | Déia Cassali Loma Longotano Nath Vittori Millah Orofino Betah Soares Diego Taveira | Agnela                         |         |  |
| 9.  | "Pelo Menos Hoje"             | Gustavo Drummond Leonardo Marques Daniel Debarry                                   | Udora                          |         |  |
| 10. | "Passos Escuros"              | Renne Fernandes Sérgio Donizete                                                    | Hevo 84                        |         |  |
| 11. | "Incendeia"                   | Rogério Vaz                                                                        | Mariana Rios                   |         |  |
| 12. | "É Só Você Querer"            | JPunk Kid Mumu Marcos Valério Renzo Goldoni                                        | Nayah                          |         |  |
| 13. | "Amar Em Vão"                 | Negra Li Paul Ralphes Humberto Barros                                              | Negra Li                       |         |  |
| 14. | "2 Mundos"                    | Daniel Dalcin                                                                      | Auto Sustentável               |         |  |
| 15. | "Disco Rock"                  | Léo Henkin Serginho Moah                                                           | Papas da Língua                |         |  |
| 16. | "Sorrindo"                    | Thiago Raphael Gustavo Tavares Eduardo Cajado Rafael Borba Olivier Kimtz           | Aliados                        |         |  |
| 17. | "Eus"                         | Baia Gabriel Moura                                                                 | In Natura                      |         |  |
| 18. | "Meu Amor+" ("Stand")         | Danny Orton Blair Daly Rick Bonadio (versão)                                       | Os Thomés                      |         |  |